# 小林秀雄 (西洋史学者)
小林 秀雄（こばやし ひでお、1876年（明治9年）11月3日 - 1955年（昭和30年）1月26日）は、日本の西洋史学者。立教大学文学部長、初代史学科長、名誉教授。國學院大學名誉教授。専門は、ギリシャ・ローマ史、西洋史学。
文芸評論家の小林秀雄と同姓同名であり、間違われたエピソードについては、野々上慶一『高級な友情：小林秀雄と青山二郎』（小沢書店、1989年）に詳しい。（書籍名の小林秀雄は、文芸評論家の小林秀雄）

## 経歴
1876年、旧会津藩士小林軍雄（ときお）・イシの長男として青森市に生まれる。1888年9月長崎県立長崎中学校に入学、1890年9月東京英語学校(私立) （後の日本中学校、現・日本学園中学校・高等学校）に入学、1893年國學院本科に入学し、1896年卒業。1897年、立教学校（現・立教大学）卒業。1898年9月、第二高等学校大学予科文科に入学し、1901年7月卒業。同年9月、東京帝国大学文科大学史学科に入学し、1904年7月卒業。
1904年9月、東北学院教授、1910年6月に辞任し、同年8月立教大学講師となり、1911年7月から國學院大學講師（兼任）。この間、1920年9月から1923年まで國學院大學教授及び予科部長を務める。1923年4月に立教大学教授専任となり、1925年4月に立教大学史学科長（初代）となり、1927年から1932年まで立教大学予科長を務める。1936年、立教大学評議員、1937年4月1日に立教大学文学部長となり、1942年3月31日、停年により、文学部長及び史学科長を辞任。1942年9月30日、立教大学を退職。同10月1日、立教大学名誉教授。同年2月國學院大學に教授として復職し、学部学監・教学部長として戦時下おいて学長であった佐佐木行忠を支えた。1954年1月、國學院大學教授を辞任、同月名誉教授。
1955年1月26日、脳軟化症により杉並区馬橋の自宅にて死去。

## 著書

### 単著
- 『日本帝國史講義 全』大日本神祇学会編、大日本神祇学会出版部刊、1915年
- 『西洋史講義』、大日本神祇学会出版部刊
- 『日本歴史の学び方と答案の書き方』三宅書店（三宅荘蔵書店）、1920年
- 『東洋歴史の学び方と答案の書き方』三宅書店（三宅荘蔵書店）、1920年
- 『西洋歴史の学び方と答案の書き方』三宅書店（三宅荘蔵書店）、1920年
- 『希臘古代文化史』啓明社、1928年
- 『希臘文化史』白東社、1932年
- 『羅馬文化史』白東社、1932年
- 『ローマの文化：ラジオ新書61』日本放送出版協会、1941年
- 『民族と歴史と教育：教育新体制の書第10』小学館、1942年

### 共著
- 『世界史講義』横山達三講述、大日本普通学講習会編、嵩山堂、1913年

### 翻訳
- ベルンハイム・エルンスト『史学研究法』立教大学史学研究室、1928-1942（機関誌『史苑』に掲載）
- フリツツ・グレーブナー『民族学研究法』十字屋書店、1940年